# Wing Commander: Prophecy
 Wing Commander: Prophecy ist eine Weltraumactionsimulation von Origin Systems aus dem Jahr 1997. Es handelt sich um das erste Spiel der gleichnamigen Serie, das nicht mehr unter der Leitung des Serienschöpfers Chris Roberts entstand, nachdem dieser das Unternehmen verlassen hatte. Die Handlung des Spiels ist nach den Ereignissen des Kriegs gegen die Kilrathi angesiedelt und eröffnet einen neuen Handlungsrahmen. Der Spieler schlüpft in die Rolle des Pilotenneulings Lance Casey, der an Bord der „TCS Midway“ auf die insektoide Alienrasse der Nephilim stößt. Das Spiel erschien ursprünglich für Windows, 2003 erfolgte eine Adaption des Spiels für den Game Boy Advance.

## Handlung
Wing Commander: Prophecy spielt im Jahr 2681, zwölf Jahre nach der Zerstörung von Kilrah in Wing Commander III – The Heart of the Tiger. Die Einführung des Spiels beginnt mit einer alten Kilrathi-Prophezeiung, laut der eine große Zeit der Dunkelheit bevorsteht, sobald einer, der das Herz eines Kilrathis trägt und doch kein Kilrathi ist, die Kilrathi unterwerfen werde. Die Prophezeiung erfüllt sich, als sich im Kilrah-System ein Sprungtor öffnet, durch das ein fremdes Raumschiff das System betritt und alle Konföderationsschiffe vor Ort vernichtet. Ohne Kenntnisse dieser neuen Gefahr herrscht derweil noch Ruhe im Herrschaftsbereich der Konföderation, die aufgrund der anhaltenden Friedensphase bereits seit längerem mit der Reduzierung und Neuorganisation ihrer militärischen Mittel begonnen hat. Dazu zählt auch die Einführung der von Christopher Blair entworfenen Riesenträgerschiffe der Midway-Klasse, benannt nach ihrem ersten Vertreter, der „TCS Midway“. Kurz vor ihrem Jungfernflug werden der junge Akademieabsolvent Lance Casey (dessen Rufzeichen laut WCPedia vermutlich „Frosty“ lautet), der neue Spielercharakter und zugleich Sohn von Michael „Iceman“ Casey, einem Piloten der „TCS Tiger's Claw“ in Wing Commander I, und sein Freund Maxwell „Maestro“ Garrett an Bord des Trägerschiffs versetzt. Ebenfalls an Bord sind der inzwischen zum Commodore beförderte Blair, die Piloten Todd „Maniac“ Marshall und Jacob „Hawk“ Manley und Cheftechnikerin Rachel Coriolis.
Während viele Besatzungsmitglieder anfangs noch von einer ruhigen Mission ausgehen, erhält die „Midway“ sehr bald einen Notruf eines Kilrathi-Kreuzers aus dem H'rekkah-System. Bei einem Aufklärungsflug werden Casey und seine Begleiter erstmals von Raumschiffen der unbekannten Alienrasse attackiert. In Unkenntnis ihrer Herkunft werden die Angreifer auf den Namen Nephilim getauft. Um eine Meldung an das Hauptquartier absenden zu können, nähert sich die „Midway“ einer verlassenen konföderierten Relaisstation. Die Station entpuppt sich als Hinterhalt der Nephilim und Blair, der die Station zusammen mit einem Trupp Marines und Lt. Col Gash Dekker betreten hatte, wird von den Invasoren entführt.
Nach diesem Fehlschlag begibt sich die „Midway“ in das T'lan-Meth-System, wo sie eine Kilrathi-Kolonie gegen die Angriffe der Nephilim verteidigen muss. Es gelingt ihr, eine von den Angreifern besetzte Weltraumbasis der Kilrathi zurückzuerobern, auf der auch der zuvor entführte Blair befreit werden kann. Die „Midway“ erhält dadurch Kenntnisse über die mächtige Plasmawaffe der Aliens, der die terranische Abwehrtechnik nichts entgegenzusetzen hat. Es gelingt Casey in einer Folgemission, eine solche Waffe für die „Midway“ sicherzustellen. Nachdem die Angreifer in mehreren Missionen zurückgeschlagen werden konnten, springt die „Midway“ für die finale Konfrontation in das Kilrah-System, wo die Nephilim mittlerweile ein dauerhaftes Sprungtor geöffnet haben, durch das permanenter Einheitennachschub in das System eindringt. Nach der Zerstörung eines Nephilim-Großschlachtschiffes und der sieben Kontrolltürme des Tores durch den Spieler, gelingt es schließlich, das Sprungtor dauerhaft zu versiegeln. Blair, der die Infiltration der letzten Kontrollstation persönlich führt, gelingt es allerdings nicht mehr, die Station rechtzeitig vor der Explosion zu verlassen. Das Spiel endet mit der Rückkehr und dem feierlichen Empfang Caseys auf der „Midway“.

## Spielprinzip
Wing Commander: Prophecy übernimmt das Spielprinzip seiner beiden unmittelbaren Vorgänger und strafft den Ablauf lediglich in einigen Punkten. Es besteht weiterhin aus einer Mischung von Weltraumkampfmissionen und filmischen Dialogen und Zwischensequenzen. Im Gegensatz zum Vorgänger wurde die Zahl der Missionen jedoch weiter erhöht und die Filmsequenzen im Gegenzug reduziert. Die Zahl der Schauplätze an Bord des Trägers wurde auf drei beschränkt und auch die zahlreichen kleineren Entscheidungsmöglichkeiten im Rahmen der Filmdialoge wurden wieder aus dem Spiel entfernt.
Kleinere Verzweigungen des Spiels ergeben sich durch die Ausführung der Missionen. So können Missionen auch bei Nichterreichen aller Missionsziele noch abgeschlossen werden. Je nachdem werden jedoch zusätzliche Missionen erforderlich oder die Zahl der Feinde erhöht sich. Eine Besonderheit des Gegnerdesigns ist die Fähigkeit der Alienschiffe, sich zu größeren Kampfeinheiten zu verbinden. Diese erhalten dadurch eine höhere Durchschlagskraft. Umgekehrt kann ein Angriff auf ein solches Konglomerat dazu führen, dass sich das Schiff nach seiner Zerstörung in seine Einzeleinheiten auflöst, die danach ebenfalls wieder zerstört werden müssen.
Am Ende jeder Mission kann der Spieler eine Bewertung seines Einsatzes einsehen. Diese verrechnet die Missionserfolge mit den spielerischen Leistungen wie Beschädigung des eigenen Jägers und Präzision beim Schießen und wandelt dies in eine Prozentbewertung um. Ein zuvor angekündigter Mehrspieler-Modus wurde letztlich nicht integriert. Lediglich die sechs Jahre später veröffentlichte Version für die Handheld-Konsole Game Boy Advance bietet einen Deathmatch- und Team-Battle-Modus für bis zu vier Spieler.

## Entwicklung
Wing Commander: Prophecy war das erste Spiel, an dem Serienschöpfer Chris Roberts nicht mehr aktiv mitwirkte. Das Leitungsteam bestand aus Mark Day und David Downing sowie Adam Foshko als Regisseur der Zwischensequenzen. Die Entwicklungsarbeiten an einem neuen Handlungs-Kapitel begannen im September 1996 und sollten nach der Beendigung der Kilrathi-Thematik und dem Weggang Roberts zugleich einen Neuanfang symbolisieren. Nachdem Wing Commander IV exzessiv von Filmen dominiert war, wollte sich das neue Designteam für Wing Commander: Prophecy stärker an den ersten Teilen der Serie orientieren. Die Zahl der Videosequenzen wurde deutlich reduziert und der Fokus verstärkt auf die Weltraummissionen gelegt. Das Entwicklungsbudget sank derweil auf drei Millionen US-Dollar ohne Marketingkosten. Dennoch wurde auch für Prophecy wieder mit Kulissen gearbeitet. Sofern eine 3Dfx- oder Direct3D-fähige Grafikkarte vorhanden war, konnten Spieler zum ersten Mal in der Wing-Commander-Geschichte hardwarebeschleunigte Grafik bewundern. Diese war zwar keine Voraussetzung für die Lauffähigkeit des Spiels, bot aber nur mit dieser Zusatzhardware zusätzliche Grafikeffekte wie etwa Flare-Effekte.
Für das Raumschiffdesign wurde der bekannte Industriedesigner Syd Mead (Tron, Blade Runner, Aliens) engagiert. Mark Hamill, Tom Wilson und Ginger Lynn Allen kehrten in ihre bereits zuvor verkörperten Rollen zurück. Eine kleinere Komparsenrolle als Jägerpilot übernahm zudem Smudo, Mitglied der deutschen Hip-Hop-Gruppe Die Fantastischen Vier.
2003 wurde Wing Commander: Prophecy von Raylight Studios auf den Game Boy Advance portiert. Im Gegensatz zur PC-Fassung musste auf die filmische Inszenierung verzichtet werden und durch die geringe 3D-Leistung der Handheld-Konsole die Grafikleistung deutlich reduziert werden. Hinzu kamen die Speicherplatzbeschränkungen der Steckmodule und die geringe Tastenzahl des Handhelds. Zwischensequenzen wurden daher in Spielgrafik der Handheld-Version und Filme in Standbilder mit Bildschirmtexten umgewandelt. Technische Grundlage bildete die BlueRoses-Engine des italienischen Entwicklers. Die GBA-Version erhielt gegenüber der PC-Version von der USK eine niedrigere Altersfreigabe ab 6 Jahren.
Das später für PC erschienene Prophecy Gold beinhaltete zusätzlich noch den kostenlosen Downloadableger Wing Commander: Secret Ops.
Nach dem Ende des offiziellen Supports durch Origin kümmerte sich die Fan-Community selbst weiter um den Support für das Spiel. Beispielsweise wurden durch die Community inoffizielle Patches zur Verbesserung der Kompatibilität mit neueren Windows-Versionen und neuerer PC-Hardware entwickelt.

## Besetzung
| Rolle                        | Schauspieler       | Synchronsprecher  |
| ---------------------------- | ------------------ | ----------------- |
| Lance R. Casey               | Steven Petrarca    |                   |
| Maxwell „Maestro“ Garrett    | Neill Barry        |                   |
| Todd „Maniac“ Marshall       | Tom Wilson         | Jan Odle          |
| Jacob „Hawk“ Manley          | Chris Mulkey       | Reent Reins       |
| Jean „Stiletto“ Talvert      | Heather Stephens   |                   |
| Terrence „Zero“ O’Hearn      | Adam Lazarre-White |                   |
| Aurora Finley                | Mindy Hester       |                   |
| Jason „Dallas“ Fargo         | Joel Stoffer       |                   |
| Captain Daniel Wilford       | Peter Jason        | Hans Sievers      |
| Cdr. Patricia Drake          | Lauren Sinclair    | Katja Brügger     |
| Rachel Coriolis              | Ginger Lynn        | Sabine Falkenberg |
| Lt. Col. Gash Dekker         | Jeremy Roberts     |                   |
| Christopher „Maverick“ Blair | Mark Hamill        | Frank Röth        |

## Rezeption
Wing Commander: Prophecy erhielt überwiegend sehr gute Bewertungen. Allgemein positiv bewertet wurde die Rückkehr zu den traditionellen Spielwerten und die Reduktion der Filminszenierung. Gelobt wurden die grafische und akustische Inszenierung, die Missionen wurden als etwas abwechslungsarm, aber unterhaltsam eingestuft.
Die GBA-Version erhielt ebenfalls gute Bewertungen und wurde als gelungene Portierung bezeichnet, die zwar durch deutliche Einschränkungen gegenüber dem Original gekennzeichnet sei, aber die wichtigen Elemente der Vorlage gut übertrage und sich auf Augenhöhe mit anderen Konkurrenzprodukten auf der GBA-Plattform befinde. Kritisiert wurden hauptsächlich die Steuerung und Tastenbelegung, die als holprig bezeichnet wurde und durch Doppelbelegungen häufiger zu falschen Eingaben verleite.
Wing Commander: Prophecy war zugleich der letzte Teil der Hauptserie. Obwohl die Handlung ursprünglich auf mehrere Teile ausgelegt war, wurde die Reihe von Origin/Electronic Arts nicht mehr weitergeführt. Im Anschluss an Prophecy experimentierte Origin in Form der Wing Commander: Secret Ops noch mit der Veröffentlichung eines Download-Episodenformats, das auch in der später veröffentlichten Budgetfassung Prophecy Gold enthalten war.
| Wertungsspiegel PC - GameStar 2/98: 86 % - PC Action 2/98: 90 % - PC Player 2/98: 85 % - PC Games 2/98: 90 % - Power Play 2/98: 87 % - Computer Gaming World 10/97 - PC Zone 01/98: 88 von 100 - GameSpot: 8,6 | Wertungsspiegel Game Boy Advance - Golem.de - GameSpot: 7,4 - IGN: 7,0 |

## Wing Commander: Secret Ops
Bei den Wing Commander: Secret Ops handelt es sich um eine Reihe kostenloser, in mehreren Episoden über das Internet veröffentlichter Zusatzmissionen. Das Spiel war nach Installation des am 27. August 1998 veröffentlichten Basispakets allein lauffähig und benötigte keine vorhergehende Installation von Wing Commander: Prophecy. Die weiteren Missionen wurden in Form von Updatepaketen veröffentlicht. Secret Ops schließt inhaltlich an die Geschehnisse von Prophecy an.

### Handlung
Um die Downloadgrößen gering zu halten, verzichtete Origin auf die sonst übliche Präsentation der Handlung durch Filmsequenzen. Stattdessen wird die Rahmenhandlung durch Sequenzen in Spielgrafik und Bildschirmtexten in Form von Tagebucheinträgen und E-Mails oder Einträgen auf Origins offizieller Webseite zum Spiel vermittelt. Hinzu kommen einige Dialogzeilen während der Flugmissionen.
Nach der Rückkehr zur Erde werden Casey und seine Pilotenkollegen Max „Maestro“ Garrett, Jean „Stiletto“ Talvert, T. „Zero“ O’Hearn, Karl „Spyder“ Bowen und Amber „Amazon“ Elbereth auf den neu in Dienst gestellten Schlachtkreuzer „TCS Cerberus“ unter dem Kommando von Captain Enoch Murkins versetzt. Die Bedrohung durch die Nephilim gilt nach dem Erfolg im Kilrah-System gemeinhin als abgewendet. Doch auf ihrem Weg in das Courage-System wird die „Cerberus“ von Kampfschiffen der Aliens überfallen. In Folge versucht der Kommandant herauszufinden, wo sich die neue Basis der Nephilim befindet.

### Entwicklung
Wing Commander: Secret Ops gilt als Add-on zu Wing Commander: Prophecy, der Name des Pakets ähnelt den Secret-Missions- und Special-Operations-Missionspaketen zu Wing Commander I und II.
Es basiert auf der gleichen, leicht verbesserten Engine von Wing Commander: Prophecy. Es wurde kostenlos im Internet verteilt, eine kostenlose Registrierung war Pflicht, um den zum Installieren benötigten Freischaltcode zu erhalten. 1998 stellte die Veröffentlichung eines Spiels über das Internet noch ein innovatives Projekt dar, das wegen der Größe des Downloads (insgesamt 115 MB mit / 65 MB ohne Sprachausgabe) und den gleichzeitig geringen Downloadgeschwindigkeiten viele Anwender vor eine Herausforderung stellte. Zur Entlastung wurde das Basispaket auch auf den beigelegten Datenträgern vieler PC-Zeitschriften veröffentlicht. Das Basispaket enthielt neben der technischen Grundinstallation auch die ersten vier Missionen. Weitere sechs Missionspakete (Episode 2 bis 7) wurden im Wochenabstand in Form von wesentlich kleineren Updatepaketen veröffentlicht, die Gesamtzahl der Missionen belief sich letztlich auf 56. Probleme gab es bei der Verteilung, da über einen Server ein mit dem CIH-Virus verseuchtes Basispaket verteilt wurde.
Zusammen mit Wing Commander: Prophecy wurden die vollständigen Secret Ops von Electronic Arts später als Bestandteil der Budgetfassung Prophecy Gold veröffentlicht.

### Rezeption
Wertungsspiegel
- GameStar 11/98: 78 %[19]

- PC Player 11/98: 82 %

- Power Play 11/98: 85 %[15]